# Universidad Autónoma de Encarnación (UNAE)
La Universidad Autónoma de Encarnación (UNAE), es una universidad privada con su sede central en la ciudad de Encarnación, Departamento de Itapúa, Paraguay, contando con sedes en Colonias Unidas (Hohenau) y Ciudad del Este. Cuenta con varias carreras de grado y posgrado. Con la sede central (reinaugurado en 2015) actualmente cuenta con más de cinco plantas en más de 7000 m2. Se calculan en más de 2000 los estudiantes.

## Historia
Los primeros antecedentes se remontan en septiembre de 1999, el Ministerio de Educación y Cultura de la República del Paraguay autoriza la habilitación del Instituto de Formación Docente Divina Esperanza (aun no era universidad). Con dicho marco legal se inician las actividades académicas con la carrera Profesorado para la EEB, más de 200 postulantes conformaron las 3 secciones habilitadas.
En el año 2004 se crea el Instituto Técnico Superior Divina Esperanza. Desde entonces a través de dicha institución se ofrecen carreras Terciarias: Marketing, Gestión Contable, Trabajo Social, Administración de Empresas y Programación de Computadoras. Un año después se habilita la escuela de Nivel Inicial Esperancita y luego la Escolar Básica.
El 29 de diciembre del año 2005 es promulgada la Ley 2864 por la cual el Congreso de la Nación paraguaya eleva al Instituto de Formación Docente al rango de Instituto Superior (ISEDE), con la facultad de ofrecer programas de grado y posgrado en el campo de la Educación.
Luego las carreras terciaras técnicas preexistentes, pasan a ser carreras de grado en el 2008, por medio de la Ley 3438/08 promulgado por el Poder Ejecutivo el 7 de enero del citado año, dando origen así a la Universidad Autónoma de Encarnación. En 2015 se re-inaugura el nuevo campus de la UNAE. Cuenta con más de cinco plantas en más de 7000 metros cuadrados. Se calculan en más de 2000 los estudiantes.

## Centros académicos
- Facultad de Ciencias Empresariales
- Facultad de Ciencia, Arte y Tecnología.
- Facultad de Ciencias Jurídicas, Humanas y Sociales
- Facultad de Ciencias de la Salud
- Instituto de Educación de Divina Esperanza

## Sedes
|                       |
| Sede Colonias Unidas. |

|                       |
| Sede Ciudad del Este. |

|                |
| Campus Urbano. |

- Campus Urbano, ubicado en Encarnación, Departamento de Itapúa (Calle Padre Kreusser c/ Independencia Nacional).

- Sede Colonias Unidas, ubicado en Hohenau, Departamento de Itapúa (Calle Guillermo closs c/ Aviadores del Chaco).

- Sede Ciudad del Este, ubicada en Ciudad del Este, Departamento de Alto Paraná (Av. Los Yerbales esq. Quebracho).